# Warren (Michigan)
Warren è una città degli Stati Uniti d'America, nella Contea di Macomb nello Stato del Michigan. È il maggiore sobborgo di Detroit e la terza città dello Stato.
A Warren, tra le altre, ha sede la casa automobilistica Cadillac, del gruppo General Motors.